# Фудзівара но Сумітомо

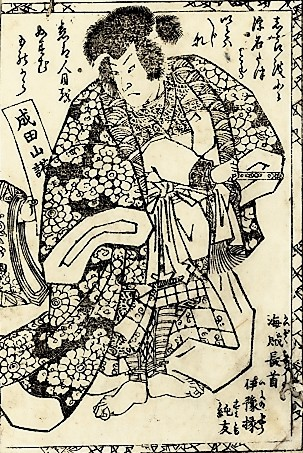
Фудзівара но Сумітомо в уяві японців 19 століття. Представлений як типовий розбійник.

Фудзіва́ра но Суміто́мо (яп. 藤原純友, ふじわらのすみとも; ? — 941) — японський політичний діяч і полководець періоду Хей'ан. Син Фудзівари но Йосінорі. Один з організаторів антиурядової смути Дзьохей-Тенґьо 935—941 років.

## Короткі відомості
Фудзівара но Сумітомо походив з придворних аристократів Північних Фудзівара. Онук Фудзівара но Наґара, старшого сина відомого державного діяча і просвітника Фудзівара но Фуюцуґу. Рано втратив батька, а разом з ним і шлях просування по службі у японській столиці. Його було призначено помічником голови провінціала провінції Ійо на острові Сікоку, в районі Внутрішнього Японського моря. Завданням Сумітомо було переслідування і винищування «піратів» — місцевих самураїв, які займалися розбоєм на морі. Проте у 936 році він перейшов на їхній бік, став піратським ватажком і заклав свою базу на острові Хібурі. Сумітомо проявив себе талановитим полководцем і за декілька років підкорив собі усю акваторію Внутрішнього Японського моря та частину острова Кюсю.
У 940 році японський центральний уряд відправив каральні армії проти Сумітомо під проводом Оно но Йосіфуру і Татібани но Кімійорі. Сили піратів були розбиті на півночі Кюсю, в районі адміністрації Дадзайфу. Того ж року урядовий інспектор Татібана но Тооясу зміг упіймати Сумітомо і живцем відправити його до столиці. Наступного року піратський полководець помер у в'язниці.